# Eleição presidencial da França em 1974
A eleição presidencial de 1974 na França foi realizada a 5 de Maio e 19 de Maio, e, serviu para eleger o presidente da França.

## Contexto
Estas eleições foram antecipadas devido à morte de Georges Pompidou, presidente desde 1969.
A esquerda francesa estava unida, graças ao pacto comum, assinado em 1971 por Partido Socialista, Partido Comunista Francês e Partido Radical de Esquerda, e, para estas eleições apoiavam um único candidato, François Mitterrand, líder dos socialistas e candidato derrotado nas eleições de 1965.
Ao contrário da esquerda, a direita francesa sofria uma grande divisão entre os gaullistas e os democratas-cristãos e liberais. O partido gaullista, União dos Democratas pela República, apoiava o antigo primeiro-ministro Jacques Chaban-Delmas, mas, apesar deste apoio oficial, diversos membros do partido recusaram-se a apoiar Chaban-Delmas.
Os movimentos democratas-cristãos, liberais e centristas, bem como diversos políticos gaullistas como Jacques Chirac, decidiram apoiar o antigo ministro Valéry Giscard d'Estaing.

## Análise eleitoral
Na primeira volta, Mitterrand venceu com, cerca de, 43,3% dos votos e, em segundo lugar, Giscard d'Estaing conquistou 32,6% dos votos, relegando o candidato gaullista, Chaban-Delmas, para o terceiro lugar, que se ficou pelos 15,1% dos votos e, assim, sendo o primeiro candidato gaullista a falhar a segunda volta.
Na segunda volta, graças à união do eleitorado de direita, Giscard d'Estaing venceu Mitterrand, obtendo 50,8% dos votos contra 49,2% do candidato socialista, e, assim, tornou-se o novo presidente da França.

## Resultados oficiais
| Candidato               | Candidato                | Partidos apoiantes        | 1ª Volta   | 1ª Volta        | 2ª Volta   | 2ª Volta        |
| Candidato               | Candidato                | Partidos apoiantes        | Votos      | %               | Votos      | %               |
| ----------------------- | ------------------------ | ------------------------- | ---------- | --------------- | ---------- | --------------- |
|                         | François Mitterrand      | PS, PCF, PRG              | 11 044 373 | 43,25 / 100,00  | 12 971 604 | 49,19 / 100,00  |
|                         | Valéry Giscard d'Estaing | RI, CD, CR                | 8 326 774  | 32,60 / 100,00  | 13 396 203 | 50,81 / 100,00  |
|                         | Jacques Chaban-Delmas    | UDR, CDP                  | 3 857 728  | 15,11 / 100,00  |            |                 |
|                         | Jean Royer               | Independente (Direita)    | 810 540    | 3,17 / 100,00   |            |                 |
|                         | Arlette Laguiller        | LO                        | 595 247    | 2,33 / 100,00   |            |                 |
|                         | René Dumont              | Independente (Ecologista) | 337 800    | 1,32 / 100,00   |            |                 |
|                         | Jean-Marie Le Pen        | FN                        | 190 921    | 0,75 / 100,00   |            |                 |
|                         | Émille Muller            | MDSF                      | 176 279    | 0,69 / 100,00   |            |                 |
|                         | Alain Krivine            | LCR                       | 93 990     | 0,37 / 100,00   |            |                 |
|                         | Bertrand Renouvin        | NAR                       | 43 722     | 0,17 / 100,00   |            |                 |
|                         | Jean-Claude Sebag        | Movimento Federal Europeu | 42 007     | 0,16 / 100,00   |            |                 |
|                         | Guy Hérad                | Federalista Europeu       | 19 255     | 0,08 / 100,00   |            |                 |
| Votos Inválidos         | Votos Inválidos          | Votos Inválidos           | 237 107    | 0,92 / 100,00   | 356 786    | 1,34 / 100,00   |
| Total                   | Total                    | Total                     | 25 775 743 | 100,00 / 100,00 | 26 724 595 | 100,00 / 100,00 |
| Eleitorado/Participação | Eleitorado/Participação  | Eleitorado/Participação   | 30 602 953 | 84,23 / 100,00  | 30 602 953 | 87,33 / 100,00  |